# Teresa Meccia de Palmas
Teresa Elvira Meccia de Palmas (¿?-Buenos Aires, 28 de septiembre de 2016) fue una política y diplomática argentina, que se desempeñó como Embajadora de la Argentina en la República Dominicana, designada por Carlos Menem, entre 1989 y 1996. Su salida del cargo se dio en medio de un escándalo que involucraba a su familia en el asesinato de un niño, que conmovió a la sociedad dominicana.

## Trayectoria
Su esposo Luis Ángel Palmas de la Calzada, que era reconocido como «puntero» peronista desde la década de 1970, vinculado a la Triple A, fue designado en el Directorio del Banco de la Nación Argentina durante el período 1989-1991.
Sin ninguna experiencia diplomática y formación, la designación de Meccia se motivó por el apoyo prestado por la familia Palmas a la candidatura de Carlos Menem en 1989, organizando actos y eventos desde una unidad básica de Buenos Aires. En virtud de este apoyo,  Su pliego ante el senado argentino, fue aprobado en julio de 1989, en los primeros meses de la llegada de Menem a la presidencia del país.
Su gestión al frente de la delegación argentina estuvo siempre salpicada de hechos de corrupción, lavado de dinero, consumo de estupefacientes, entre otras actividades ilícitas, valiéndose de la inmunidad diplomática que poseía la embajadora y su familia. El Ministerio de Relaciones Exteriores argentino la demandó por adquirir un inmueble con el fin de alquilárselo al Estado argentino como residencia personal. Asimismo, también fue acusada por autoridades dominicanas y argentinas de tráfico de drogas y vinos, causas judiciales que logró capear, junto con su marido, gracias a poseer pasaportes diplomáticos.
Las diversas irregularidades en su gestión recién saltaron a la luz cuando se dio a conocer la presunta vinculación de la familia en el secuestro y asesinato extorsivo, con connotaciones satánicas, de un niño de doce años, José Rafael Llenas Aybar, quien había sido asesinado de varias puñaladas y luego degollado en mayo de 1996. El caso, por su violencia y por la pertenencia del niño a una destacada familia dominicana, atrajo importante atención mediáticas y diversas conjeturas. Aunque nunca se pudo comprobar judicialmente, se señaló al marido de Meccia y a su hijo, Martín Palma, como autores intelectuales del crimen. La familia Palma, ni bien estalló el escándalo retornó a la Argentina, en medio de graves incidentes de manifestantes que acusaban a la familia del asesinato, y aunque se giraron órdenes de captura internacional, el gobierno argentino se mostró reticente a cooperar.
Fue reemplazada por Adrián Guillermo Mirson. El caso afectó severamente las relaciones entre Argentina y República Dominicana, a la vez que puso en tela de juicio la designación de «embajadores políticos» en el servicio exterior argentino, lo que motivó que Menem desistiese de seguir nombrando embajadores políticos y confiara en el cuerpo de diplomáticos de carrera.
Se retiró de la vida pública, enfrentando diversas causas judiciales, tanto en Argentina como en la República Dominicana. Falleció el 28 de septiembre de 2016.